# Йовичі
Йовичі (хорв. Jovići) — населений пункт у Хорватії, у Задарській жупанії у складі громади Ражанаць.

## Населення
Населення за даними перепису 2011 року становило 344 осіб.
Динаміка чисельності населення поселення:

## Клімат
Середня річна температура становить 14,16 °C, середня максимальна – 26,90 °C, а середня мінімальна – 2,24 °C. Середня річна кількість опадів – 936 мм.
| Клімат поселення                              | Клімат поселення | Клімат поселення | Клімат поселення | Клімат поселення | Клімат поселення | Клімат поселення | Клімат поселення | Клімат поселення | Клімат поселення | Клімат поселення | Клімат поселення | Клімат поселення | Клімат поселення |
| Показник                                      | Січ.             | Лют.             | Бер.             | Квіт.            | Трав.            | Черв.            | Лип.             | Серп.            | Вер.             | Жовт.            | Лист.            | Груд.            |                  |
| Середній максимум, °C                         | 9,86             | 10,24            | 12,91            | 15,97            | 20,59            | 24,29            | 26,90            | 26,66            | 22,70            | 18,26            | 12,81            | 10,24            |                  |
| Середня температура, °C                       | 6,06             | 6,44             | 9,11             | 12,14            | 16,79            | 20,49            | 23,77            | 23,51            | 19,57            | 15,14            | 9,71             | 7,16             |                  |
| Середній мінімум, °C                          | 2,24             | 2,64             | 5,31             | 8,36             | 12,99            | 16,67            | 20,67            | 20,40            | 16,46            | 12,00            | 6,56             | 4,01             |                  |
| Норма опадів, мм                              | 76               | 67               | 71               | 77               | 71               | 60               | 38               | 54               | 103              | 111              | 111              | 97               |                  |
| Середньомісячна швидкість вітру, м/с          | 2.93             | 3.04             | 3.20             | 3.04             | 2.66             | 2.47             | 2.50             | 2.40             | 2.60             | 2.76             | 3.29             | 3.20             |                  |
| Середньомісячна сонячна радіація, кДж/м²·день | 4932             | 7622             | 11199            | 15990            | 20255            | 22517            | 24180            | 21009            | 15388            | 9774             | 5340             | 4192             |                  |
| --------------------------------------------- | ---------------- | ---------------- | ---------------- | ---------------- | ---------------- | ---------------- | ---------------- | ---------------- | ---------------- | ---------------- | ---------------- | ---------------- | ---------------- |
| Джерело:                                      |                  |                  |                  |                  |                  |                  |                  |                  |                  |                  |                  |                  |                  |